# Val Masino (valle)
La Val Màsino è una valle della Lombardia, in provincia di Sondrio, afferente alla Valtellina (Lombardia), per la quasi totalità amministrata dall'omonimo comune (in minor parte anche dai comuni di Ardenno, Civo e Dazio), i cui paesi principali sono Cataeggio, Filorera e San Martino.

## Geografia
Scavata dal torrente Masino, che scende dal pizzo Badile (Alpi Retiche occidentali) verso sud, confluendo nell'Adda nel territorio del comune di Ardenno, all'altezza della frazione di Masino, presenta valli affluenti come, a destra, la Val di Spluga e la val dei Bagni, conosciuta per le sue calde acque termali, e dalla quale si può raggiungere il versante meridionale del pizzo Badile; a sinistra la valle di Sasso Bisolo e la val di Mello, famosa per chi pratica il bouldering.
Alla valle dei Bagni afferiscono la Valle dell'Oro e la val Porcellizzo; alla val di Mello, la Val del Ferro, la val Qualido, la val di Zocca, la val Torrone, la Valle Pioda, la Val Romilla; alla val di Sasso Bisolo afferiscono la val di Preda Rossa e la Valle Scermendone. Dalla valle dei Bagni si passa in Val Codera e quindi in Valchiavenna attraverso i passi del Ligoncio, dell'Oro e del Barbacan mentre dalla valle Porcellizzo si passa in Val Bondasca, e quindi in Svizzera, dal passo di Bondo.

### Orografia

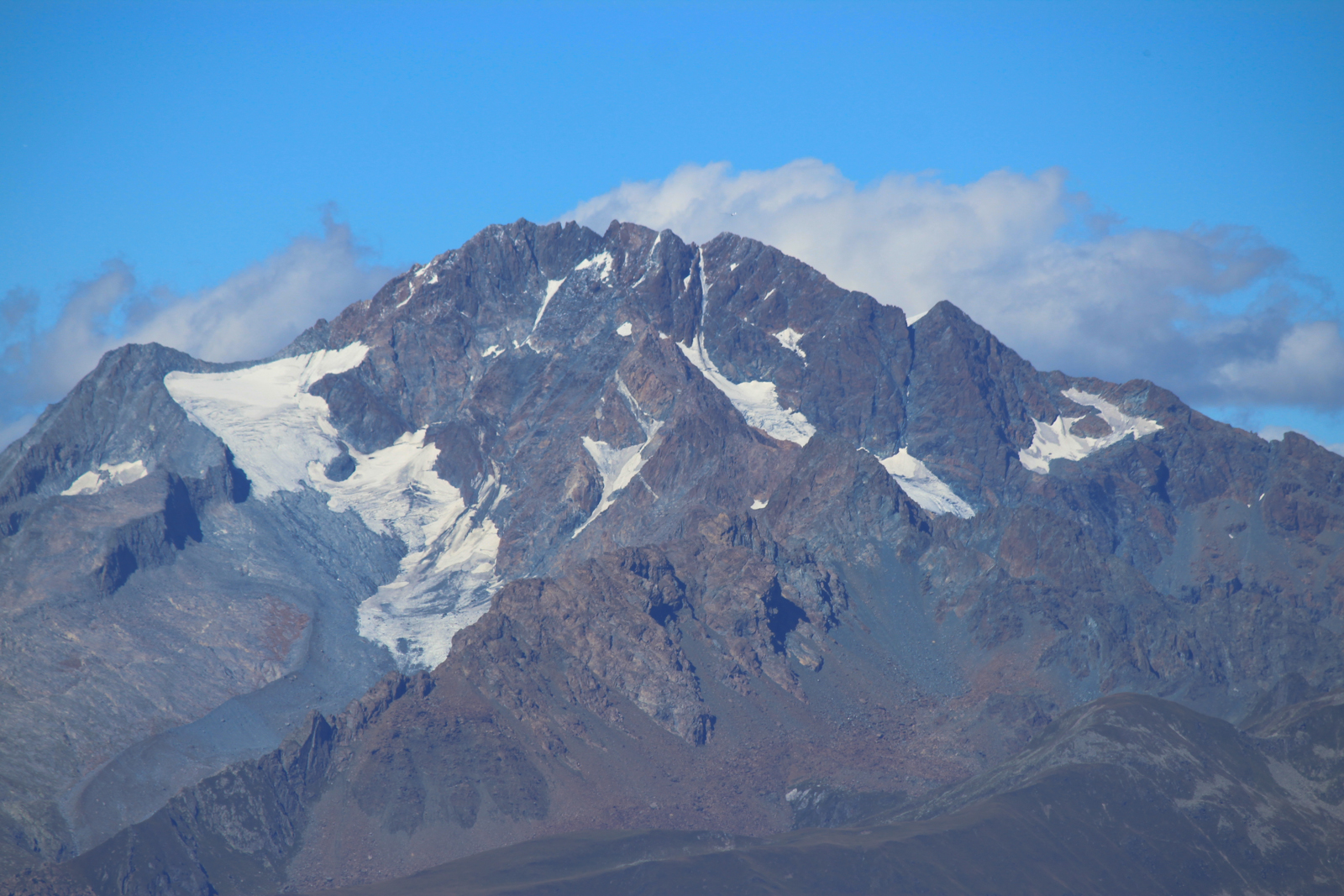
Monte Disgrazia

I monti principali che contornano la valle sono:
- Monte Disgrazia - 3.678 m
- Monte Pioda - 3.431 m
- Pizzo Cengalo - 3.367 m
- Pizzo del Torrone - 3.348 m
- Monte Sissone - 3.327 m
- Pizzo Badile - 3.308 m
- Pizzi del Ferro - 3.290 m
- Cima della Bondasca - 3.283 m
- Punta Ferrario - 3.258 m
- Punta Baroni - 3.205 m
- Pizzo del Ferro - 3.200 m
- Punta Torelli - 3.134 m
- Monte Zocca - 3.174 m
- Punta Allievi - 3.121 m
- Pizzo Ligoncio - 3.033 m
- Punta di Cameraccio - 3.026 m

## Storia

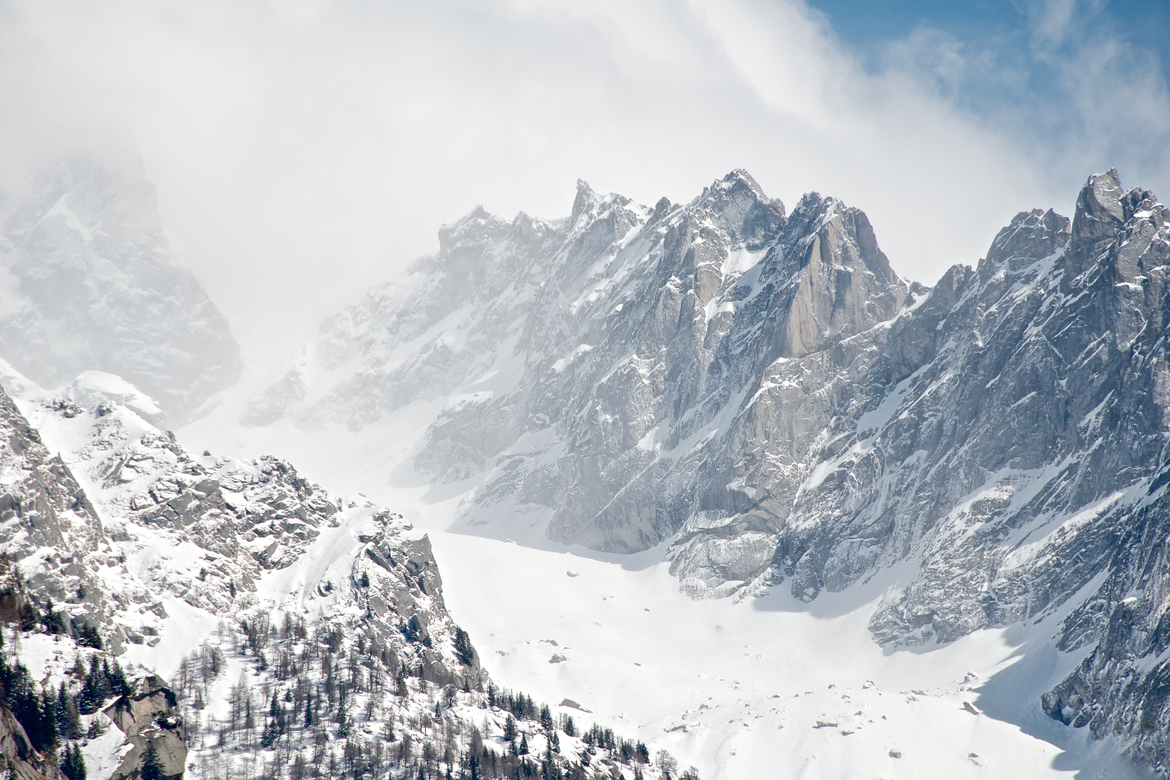
Monti innevati a San Martino

Fino al XIX secolo vi si poteva accedere solo lungo la strada che da Morbegno porta a Civo e di qui, passando da Cevo (frazione di Civo), arriva al ponte dei Baff sul torrente Masino. Nel secolo scorso è stata costruita una strada più diretta da Ardenno, comune adiacente, attraversando l'omonima frazione ardennate di Masino. Le frazioni ardennate di Piazzalunga, Scheneno, Biolo, Lotto e Pioda, accessibili attraverso mulattiere da Ardenno, sono ora servite da una carreggiabile a partenza della provinciale 404 della Val Masino.
La Val Masino è sempre stata trascurata dalla Storia, nemmeno il Dominio Grigionese e il Sacro Macello hanno mai intaccato la solitudine di questa valle. Qualche personalità è stata legata ai Bagni di Masino come, parrebbe, Francesco I d'Austria. Si conosce ben prima dell'anno Mille la realtà di una colonia di pastori amministrata dal monastero di Sant'Abbondio a Como (ancora oggi a Piazzalunga c'è una chiesa dedicata al santo). Fino al Settecento non vi fu né una parrocchia né un'unità amministrativa: i pascoli appartenevano ai comuni di Mello o di Civo, che vi compivano la transumanza stagionale. Cataeggio divenne comune nel 1812.

## Rifugi
- Rifugio Allievi-Bonacossa
- Rifugio Antonio Omio
- Rifugio Luigi Gianetti
- Rifugio Cesare Ponti

## Economia

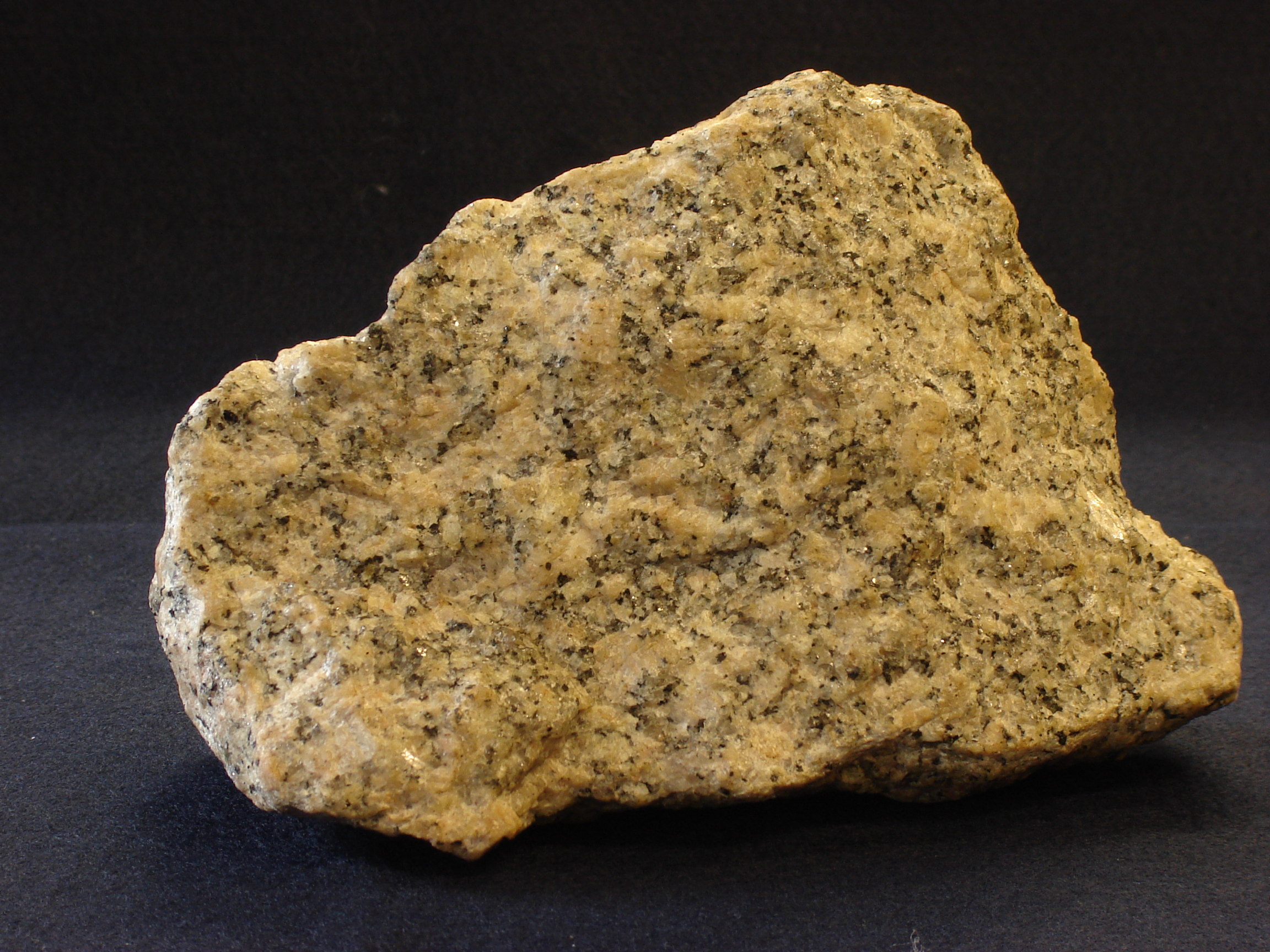
Granito

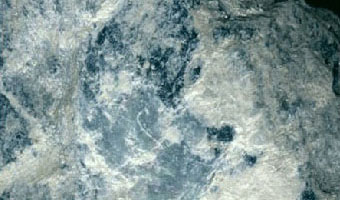
Pietra ollare

### Industrie
Oltre alla pastorizia, un'altra industria della Val di Masino è sempre stata argine allo spopolamento della valle: l'attività estrattiva del granito. Otto sono le cave attualmente aperte. Il plutone Masino-Bregaglia è formato da una granodiorite detta ghiandone (per edilizia) e da una diorite detta serizzo (per monumenti). A Milano si trova nell'anfiteatro romano, in qualche palazzo medievale e dell'inizio del Novecento.
Negli anni settanta del secolo scorso la valle ha incominciato ad essere frequentata da alpinisti, scalatori ed escursionisti che rappresentano tuttora una delle principali fonti economiche.

### Artigianato
L'artigianato locale è incentrato sulla lavorazione della pietra ollare, finalizzata anticamente per utensili domestici ed attualmente per usi decorativi.